# La Grange (Kentucky)
La Grange é uma cidade localizada no estado americano de Kentucky, no Condado de Oldham.

## Demografia
Segundo o censo americano de 2000, a sua população era de 5676 habitantes.
Em 2006, foi estimada uma população de 6180, um aumento de 504 (8.9%).

## Geografia
De acordo com o United States Census Bureau tem uma área de
9,8 km², dos quais 9,7 km² cobertos por terra e 0,1 km² cobertos por água. La Grange localiza-se a aproximadamente 263 m acima do nível do mar.

## Localidades na vizinhança
O diagrama seguinte representa as localidades num raio de 16 km ao redor de La Grange.